# Ziegelfeld (Gräfrath-Süd)
Ziegelfeld ist eine Ortslage in der bergischen Großstadt Solingen.

## Geographie
Die Ortslage Ziegelfeld befindet sich zwischen dem Gräfrather Parkfriedhof und dem ehemaligen Gräfrather Bahnhof auf der Anhöhe südlich der Altstadt, auf der auch das neue Rathaus Gräfrath errichtet wurde. Westlich von Ziegelfeld liegen Schönhof und Mühlenbusch, östlich liegt Dyck, südlich, in einer Talsenke, befindet sich Bergerbrühl. Nordöstlich befindet sich die denkmalgeschützte Villa In der Freiheit 2. 
Die Ortslage ist nicht identisch mit dem ehemaligen Hof Ziegelfeld, der sich weiter östlich im Bereich der Melanchthonstraße befand.

## Etymologie und Geschichte
Auf der Karte der im Kreis Solingen, Bürgermeisterei Gräfrath gelegenen Domänenklostergüter aus dem Jahr 1818 ist die Feldflur im Bereich des späteren Wohnplatzes Ziegelfelds noch mit dem Namen Puhlerfeld beschriftet. Ein Großteil des Geländes wird dort in Form von kleinen Gartenparzellen bewirtschaftet, eine Bebauung ist zu dieser Zeit noch nicht verzeichnet.
Das ursprüngliche und deutlich ältere Ziegelfeld, das sich östlich der Altstadt befindet, war lange Zeit eine Fläche, die im Besitz des Klosters Gräfrath stand und auf der zur Herstellung von Mauerziegeln Feldbrand betrieben wurde. Die Entstehung des neuen Ziegelfelds südlich der Altstadt könnte Ende des 19. Jahrhunderts in Verbindung mit dem Bau der Bahnstrecke Solingen–Wuppertal-Vohwinkel und der Eröffnung des nahen Bahnhofs Gräfrath im Jahre 1887 gestanden haben. Die Ziegel könnten dann aus logistischen Gründen unmittelbar neben dem Bahnhof mit seiner Güterabfertigung gebrannt worden sein.
Die Topographische Aufnahme der Rheinlande von 1824 und die Preußische Uraufnahme von 1843 zeigen das neue Ziegelfeld noch nicht, aber in diesem Bereich einen kleinen Friedhof, der später zum Parkfriedhof erweitert wurde. In der Topographischen Karte des Regierungsbezirks Düsseldorf von 1871 ist der Ort ebenfalls noch nicht verzeichnet. Folglich entstand die Ortslage erst später und gehörte zur Bürgermeisterei Gräfrath. Eine Bebauung ist erst auf dem Messtischblatt Elberfeld der Topografischen Karte 1:25.000, Ausgabe 1907, eingezeichnet. Ab etwa dieser Zeit ist dieser Ortsbereich auf Stadtplänen und der DGK5 bis heute als Ziegelfeld beschriftet.
Mit der Städtevereinigung zu Groß-Solingen im Jahre 1929 wurde Ziegelfeld ein Ortsteil Solingens. 